# Huib van Mook
Hubertus Johannes (Huib) van Mook (Semarang, 30 mei 1894 – L'Isle-sur-la-Sorgue, 10 mei 1965) was een Nederlands koloniaal bestuurder en minister.

## Levensloop
Na het behalen van het staatsexamen hbs met aanvullend Grieks en Latijn te Soerabaja in 1912, verhuisde Van Mook naar Nederland. Hier ging hij van 1912 tot 1913 aan de Universiteit van Amsterdam, en vanaf 1913 aan de Technische Hogeschool te Delft, scheikunde studeren. Van Mook werd lid van het Indonesisch Verbond van Studeerenden, en van het Amsterdamsch Studenten Corps, waarbinnen hij in 1912 lid werd van het dispuutgezelschap V.I.V.A.T.
In 1914 meldde hij zich als vrijwilliger voor het Nederlandse leger. Uiteindelijk ging hij vanaf 31 oktober 1916 indologie studeren aan de Rijksuniversiteit Leiden, waar hij in 1918 afstudeerde. Tijdens zijn studie werd hij sterk beïnvloed door de progressieve Leidse richting binnen de indologie, van de hoogleraren Snouck Hurgronje en Van Vollenhoven.
Na zijn studie keerde Van Mook terug naar Nederlands-Indië, waar hij werk kreeg als controleur te Semarang. Bij de regeling van de voedseldistributie toonde hij zich bekwaam en doortastend. In 1921 werd hij bevorderd tot raadsman in agrarische aangelegenheden, van Sri Hamengkoeboewono VIII, de sultan van Jogjakarta. In 1925 ging Van Mook met studieverlof terug naar Nederland, waar hij wilde promoveren op het Indisch recht. Dit kwam echter niet van de grond. Hij publiceerde wel een verslag van de vordering van de agrarische hervormingen in de vorstenlanden.
Drie jaar later, in 1927, keerde hij terug naar Nederlands-Indië waar hij werd benoemd tot assistent-resident, en daarmee tevens hoofd van de politie in Batavia werd.
Van Mook was voorstander van een progressieve Indonesische politiek, en was in 1930 een van de oprichters van de zogenaamde 'Stuw-groep'. Deze groep ondervond veel tegenwerking van de toenmalige gouverneur-generaal De Jonge.
Als lid van de Volksraad pleitte Van Mook voor verbetering van de levensstandaard van de Javaanse bevolking, en voor een betere behandeling van politieke gevangenen. In 1938 was hij economisch onderhandelaar met Japan, wat resulteerde in de Van Mook-Kotanu-overeenkomst. In de periode september 1940 - juni 1941 leidde hij weer met succes de onderhandelingen met Japan over de handelsbetrekkingen. In oktober 1940 kreeg hij een eredoctoraat in de economische wetenschappen van de Rechtshogeschool van Batavia.
Op 20 november 1941 werd hij tot minister van Koloniën benoemd in het kabinet-Gerbrandy II dat zich in ballingschap te Londen bevond. Van Mook bleef echter in Nederlands-Indië, en zijn functie werd door de minister-president tot 21 februari 1942 waargenomen. Inmiddels was hij, na de aanval op Pearl Harbor (7 december 1941) en de oorlogsverklaring van Nederland aan Japan (8 december 1941), op aandringen van de gouverneur-generaal per 1 januari 1942 ook tot luitenant-gouverneur-generaal benoemd. In die hoedanigheid trachtte hij tevergeefs tot nauwere militaire samenwerking met de VS te komen en Washington tot levering van (reeds gekochte en betaalde) vliegtuigen te bewegen. In 1942 kreeg hij van gouverneur-generaal Tjarda van Starkenborgh de opdracht om uit te wijken naar Australië. Op 7 maart 1942 ontkwam hij gedurende de Slag om Java per vliegtuig naar Australië, en reisde vervolgens door naar Londen.
Op 19 september 1944 vertrok hij definitief naar Australië om, na de voorziene Japanse capitulatie, het bestuur van Nederlands-Indië op zich te kunnen nemen. Nadat Tjarda van Starkenborgh in september 1945 ontslag had genomen als gouverneur-generaal, was Van Mook de hoogste Nederlandse gezagsdrager in Nederlands-Indië. Hij droeg als minister van Koloniën de politieke verantwoordelijkheid voor de zogenaamde 7-december-rede (1942) van koningin Wilhelmina over de naoorlogse verhoudingen tussen Nederland en de overzeese rijksdelen.
Op 1 november 1945 ontmoette hij een delegatie van de voor onafhankelijkheid strijdende republikeinse regering, onder wie de als regeringsleider aangewezen Soekarno. Dit was in strijd met het officiële Nederlandse regeringsbeleid, dat geen contact wenste met Soekarno, vanwege diens steun aan de asmogendheden. Koningin Wilhelmina verhinderde het door het kabinet voorgestelde ontslag van Van Mook. In maart 1946 stelde hij voor de Republiek Indonesia de facto te erkennen en onderdeel te laten worden van een federatieve staat Indonesië. In april 1946 nam hij deel aan de onderhandelingen met een Indonesische delegatie (onder wie ministers uit het kabinet-Sjahrir) op het Jachthuis Sint-Hubertus, tijdens de zogenaamde Hoge Veluweconferentie. In het najaar van 1946 gaf Van Mook aan te willen aftreden als luitenant-gouverneur-generaal, omdat hij zijn taak als voltooid beschouwde en zijn functie aan een nieuwkomer wilde overdragen. In 1947 was hij de voornaamste architect van de Verenigde Staten van Indonesië, een federatief verband van Indonesische staten, en van het Akkoord van Linggadjati.
In augustus 1947 was Van Mook voorstander van de politionele acties, om uitvoering van het Akkoord van Linggadjati af te dwingen. Uiteindelijk verloor Van Mook in 1948 het vertrouwen van K.V.P., VVD en CHU, en van de linkervleugel van de PvdA. Tijdens de kabinetsformatie van 1948 werd dan ook besloten tot zijn vervanging door Beel, wat op 12 augustus 1948 leidde tot een (informeel) briefje van minister Sassen, waarin hem werd gevraagd een andere functie te aanvaarden. Uiteindelijk diende hij op 11 oktober 1948 zelf - gedesillusioneerd en verbitterd - zijn ontslag in (per 1 november). Hij weigerde hierna een benoeming tot ambassadeur. Na zijn aftreden bepleitte met name Drees zijn benoeming tot minister van Staat. Een meerderheid van het kabinet wees dit echter af. Op 3 november 1948 droeg hij het gezag aan Louis Beel over. Ofschoon nooit officieel, was Van Mook feitelijk de laatste landvoogd in Nederlands-Indië en werd hij ook als zodanig gezien.
Van 1949 tot 1951 was hij hoogleraar politieke wetenschappen aan de University of California te Berkeley (V.S.). In 1951 trad hij in dienst van de Verenigde Naties, als deskundige voor ontwikkelingsgebieden. In 1960 vestigde hij zich in Frankrijk, waar hij vijf jaar later op 10 mei 1965 in L'Isle-sur-la-Sorgue na een kort ziekbed overleed. Hij had in de voorafgaande jaren nog regelmatig aan het Institute of Social Studies in Den Haag gedoceerd.
De naam van Van Mook is genoemd bij het onderzoek naar de moord op vaandrig Rob Aernout. Volgens generaal Simon Spoor zou Van Mook betrokken zijn geweest bij verraad, smokkel en zwendel. Daarvan is echter niets gebleken, zoals blijkt uit de studie van Peter Schumacher.

## Onderscheiding
- Ridder Grootkruis in de Orde van Oranje-Nassau (4 september 1947)
- Inhuldigingsmedaille 1948 (8 juni 1949)[3]

## Trivia
- Van Mook staat afgebeeld op de voorpagina van de editie van 18 augustus 1941 van het Amerikaanse tijdschrift Time[4], de vierde voorpagina van Time waarop een Nederlands persoon staat afgebeeld.[5][6] Bovendien is een artikel aan hem gewijd in de editie van 16 juni 1941, waarin zijn houding richting Japan voorafgaand aan het begin van Pacifische oorlog wordt geprezen.[7]

## Publicaties
- Publicaties in De Stuw en maandblad Koloniale Studiën
- Indonesië, Nederland en de wereld (1949)